# Gilbert (Arizona)

Położenie w stanie Arizona

Gilbert – miasto w Stanach Zjednoczonych, w stanie Arizona, w hrabstwie Maricopa. Według spisu w 2020 roku liczy 267,9 tys. mieszkańców i jest 5. co do wielkości miastem stanu. Należy do obszaru metropolitalnego Phoenix. 
W ciągu ostatnich trzech dekad Gilbert odnotowało ogromny rozwój, podczas gdy w 1980 roku liczyło zaledwie 5717 mieszkańców. W pierwszej połowie XX wieku znane jako „Światowa Stolica Transportu Siana”. Historycznie było ważnym ośrodkiem produkcji lucerny, bawełny i produktów mlecznych.
W 2023 roku uznane za najbardziej bezpieczne (z najniższym wskaźnikiem przestępczości) miasto (miasta powyżej 50.000 mieszkańców) w Arizonie.

## Demografia
Według danych pięcioletnich z 2021 roku, 78,2% mieszkańców stanowiła ludność biała (68,6% nie licząc Latynosów), 7,9% miało rasę mieszaną, 5,7% to Azjaci, 3,9% to czarnoskórzy Amerykanie lub Afroamerykanie i 0,8% to rdzenna ludność Ameryki. Latynosi stanowili 17,1% ludności miasta.
7869 osób deklaruje polskie pochodzenie (3,0%).

## Galeria

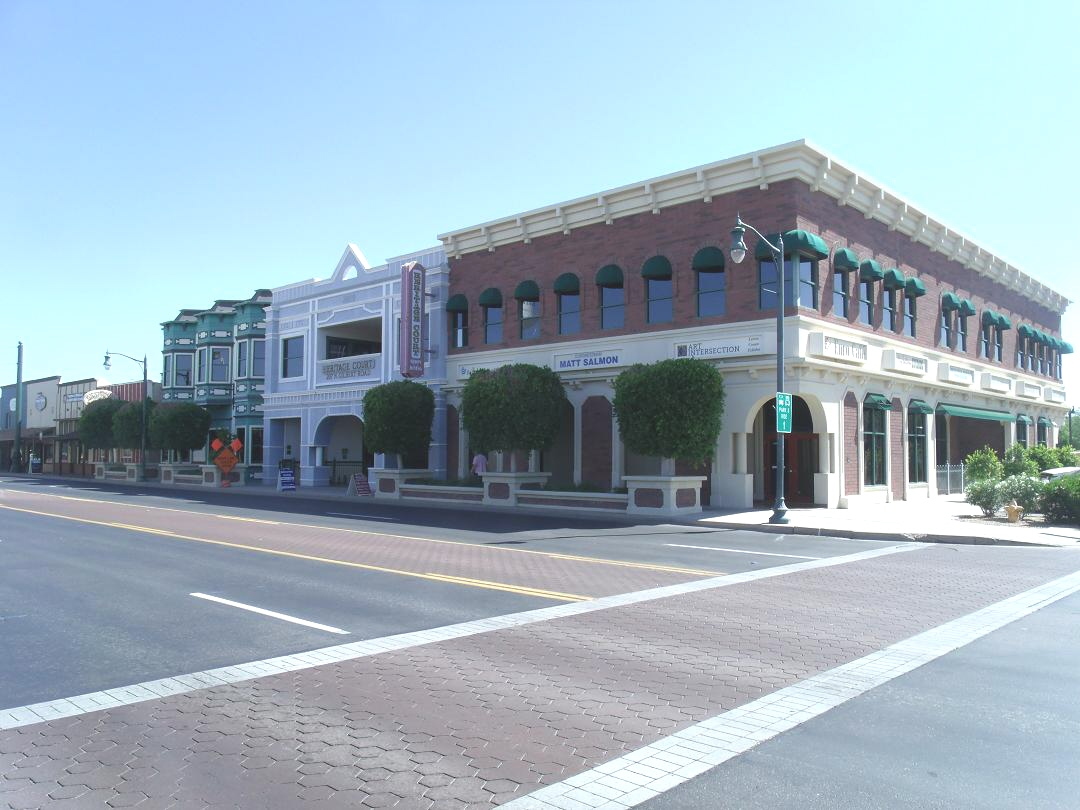
Główna ulica
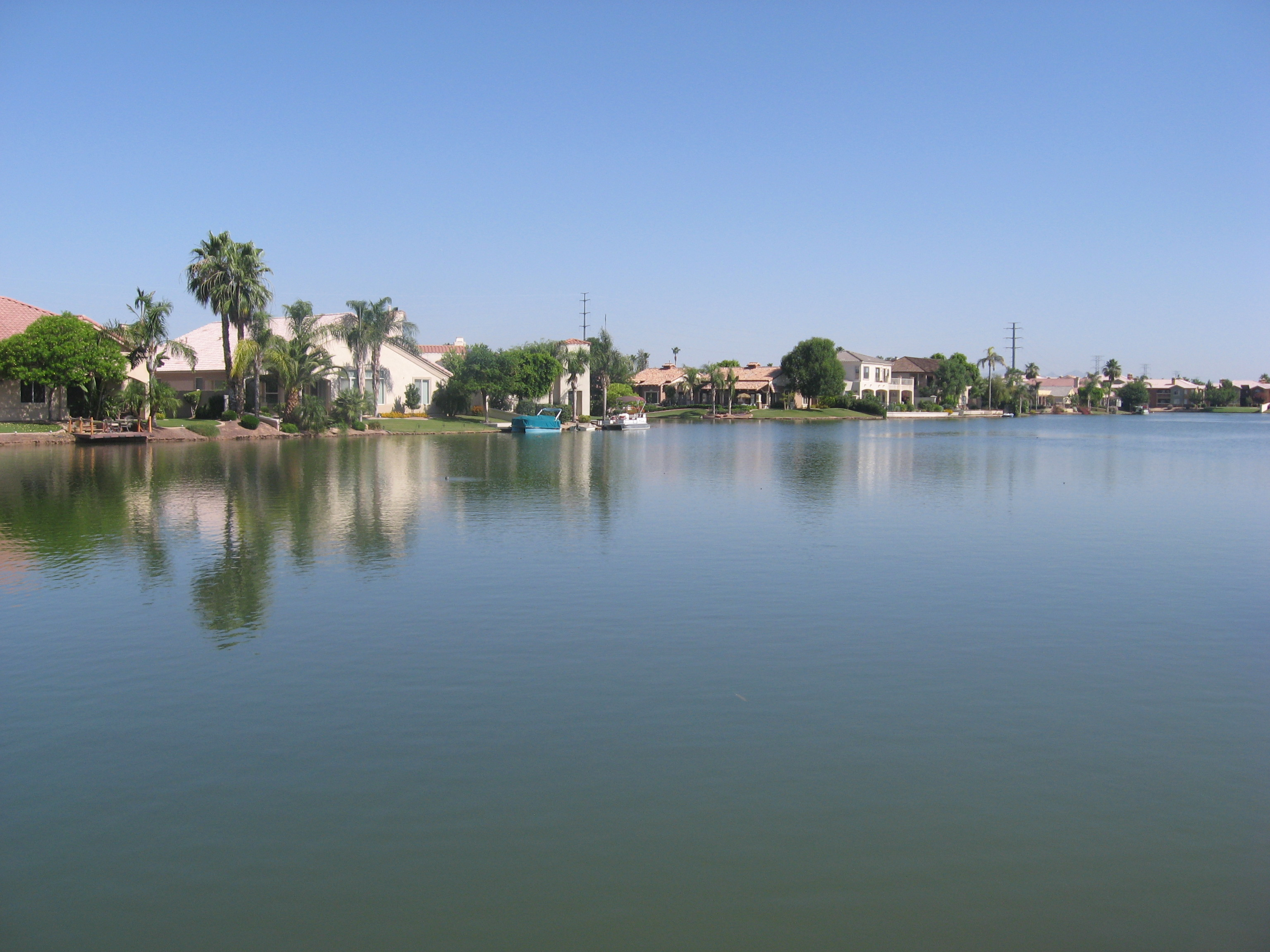
Jezioro Val Vista
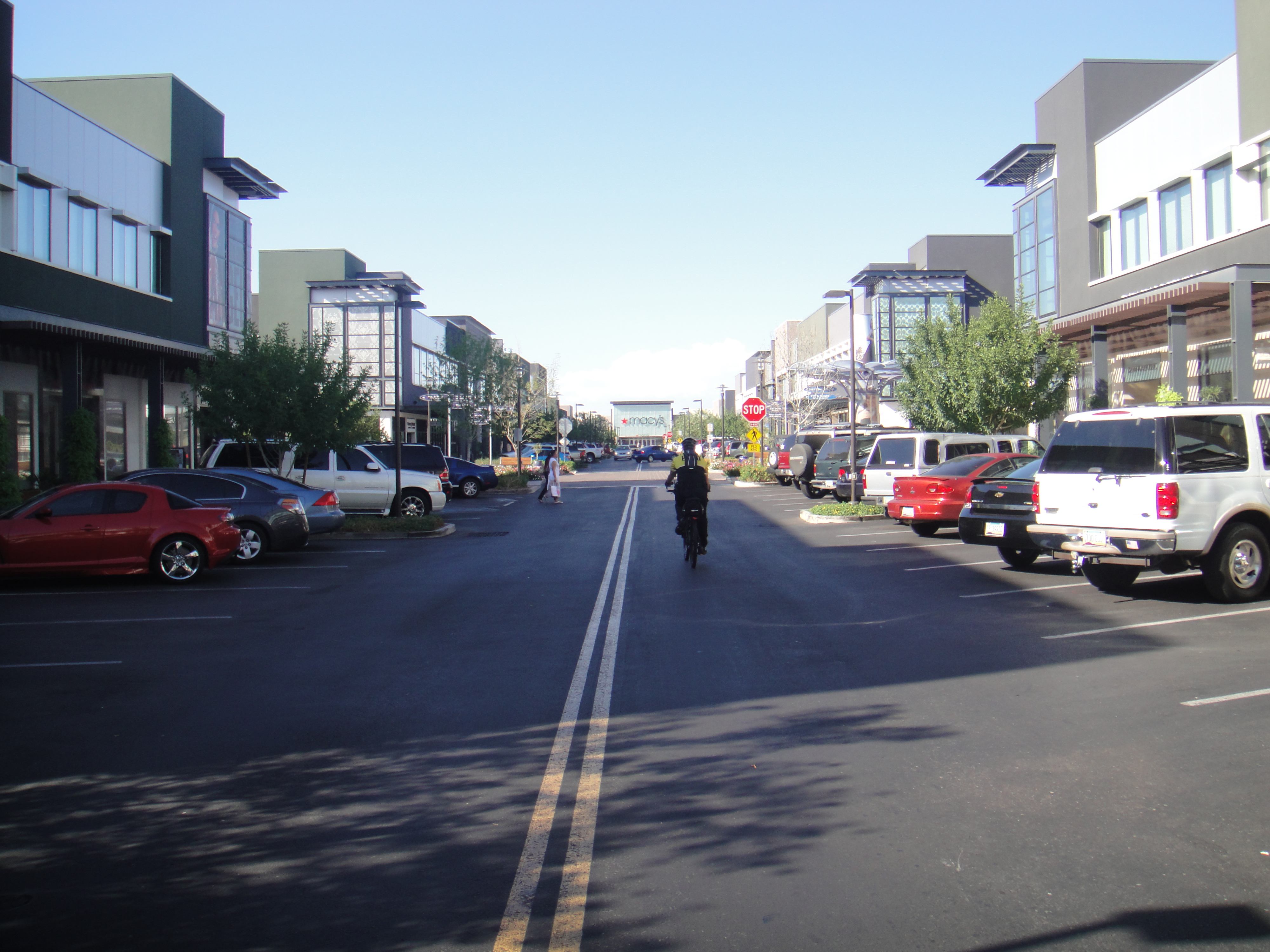
SanTan Village
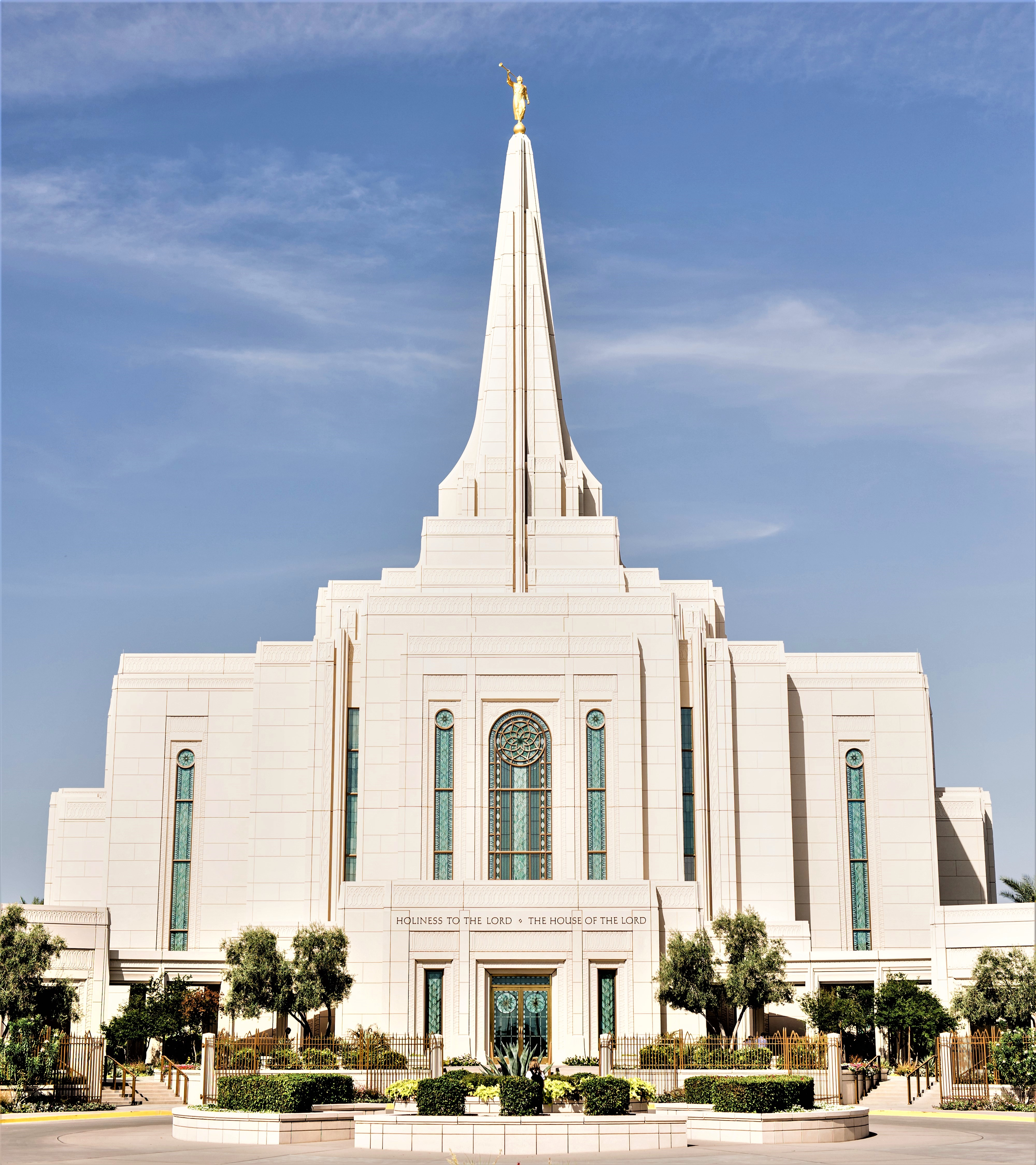
Świątynia mormońska

## Miasta partnerskie
- Leshan (Chiny)
- Newtownabbey (Irlandia Północna)

## Ludzie urodzeni w Gilbert
- Ryan Fitzpatrick (ur. 1982) – futbolista amerykański
- MyKayla Skinner (ur. 1996) – mistrzyni świata w gimnastyce artystycznej
- Alexander Naddour (ur. 1991) – medalista igrzysk olimpijskich w gimnastyce artystycznej
- Jim Bechtel (ur. 1952) – pokerzysta
- Nick Johnson (ur. 1992) – koszykarz